# Пулитцеровская премия за историческое произведение
Пулитцеровская премия за историческое произведение (англ. Pulitzer Prize for History) — одна из номинаций Пулитцеровской премии в категории за «Письма, драму и музыку», учреждённая в 1917 году Джозефом Пулитцером.

За выдающуюся и надлежащим образом документировано подтверждённую книгу по истории Соединённых Штатов.Оригинальный текст (англ.)For a distinguished and appropriately documented book on the history of the United States

## История
Пулитцеровская премия «За книгу по истории Соединённых штатов» была одной из двух нежурналистских номинаций, учреждённых Джозефом Пулитцером. Согласно воле основателя награды, её присуждали с 1917 года за «лучшую книгу по истории США, изданную в течение года». В последующем название премии незначительно изменилось, но критерии отбора остались прежними. С 1980 года одновременно с лауреатами жюри объявляет финалистов, с 2009-го — предоставляет комментарий к своему решению.

## Лауреаты
| Год  | Название | Автор                                                                  |
| ---- | --- | ---------------------------------------------------------------------- |
| 1917 | С американцами прошлых и нынешних дней (англ. With Americans of Past and Present Days) | Жан Жюль Жюссеран                                                      |
| 1918 | История Гражданской войны в США. 1861—1865 (англ. A History of the Civil War, 1861-1865) | Джеймс Форд Родс                                                       |
| 1919 | не вручалась | не вручалась                                                           |
| 1920 | Война с Мексикой (англ. The War with Mexico) | Джастин Харви Смит                                                     |
| 1921 | Победа на море (англ. The Victory at Sea) | Уильям Симс, Бертон Дж. Хендрик                                        |
| 1922 | Основание Новой Англии (англ. The Founding of New England) | Джеймс Труслоу Адамс                                                   |
| 1923 | История Верховного Суда в Соединённых Штатах (англ. The Supreme Court in United States History) | Чарльз Уоррен                                                          |
| 1924 | Американская революция: колониальная интерпретация (англ. The American Revolution: A Constitutional Interpretation) | Чарльз Говард Макилвейн                                                |
| 1925 | История американской границы (англ. History of the American Frontier) | Фредерик Л. Паксон                                                     |
| 1926 | История Соединённых штатов Северной Америки, Том VI: Война за независимость Юга, 1849—1865 (англ. A History of the United States, Vol. VI: The War for Southern Independence (1849–1865))                                           | Эдвард Ченнинг                                                         |
| 1927 | Договор Пинкни: исследование того, как Америка воспользовалась европейской смутой, 1783—1800 (англ. Pinckney's Treaty) | Сэмюэл Флэгг Бемис                                                     |
| 1928 | Основные течения американской мысли (англ. Main Currents in American Thought) | Вернон Луис Паррингтон                                                 |
| 1929 | Организация и управление Союзной армией, 1861–1865 годы (англ. The Organization and Administration of the Union Army, 1861–1865) | Фред Альберт Шеннон                                                    |
| 1930 | Война за независимость (англ. The War of Independence) | Клод Х. Ван Тайн                                                       |
| 1931 | Наступление войны, 1914 (англ. The Coming of the War, 1914) | Бернадот Эверли Шмитт                                                  |
| 1932 | Мой опыт мировой войны (англ. My Experiences in the World War) | Джон Першинг                                                           |
| 1933 | Значение секций в американской истории (англ. The Significance of Sections in American History) | Фредерик Тёрнер                                                        |
| 1934 | Выбор народа (англ. The People's Choice) | Геберт Агар                                                            |
| 1935 | Колониальный период американской истории (англ. The Colonial Period of American History) | Чарльз Маклин Эндрюс                                                   |
| 1936 | Конституционная история Соединённых Штатов, (англ. A Constitutional History of the United States) | Эндрю С. Маклафлин                                                     |
| 1937 | Расцвет Новой Англии, 1815—1865 (англ. The Flowering of New England, 1815–1865) | Ван Вик Брукс                                                          |
| 1938 | Дорога на воссоединение, 1865—1900 (англ. The Road to Reunion, 1865–1900) | Пол Герман Бак                                                         |
| 1939 | История американских журналов (англ. A History of American Magazines) | Фрэнк Лютер Мотт                                                       |
| 1940 | Абрахам Линкольн: Военные Годы (англ. Abraham Lincoln: The War Years) | Карл Сэндберг                                                          |
| 1941 | Миграция через Атлантику, 1607—1860(англ. The Atlantic Migration, 1607–1860) | Маркус Ли Хансен                                                       |
| 1942 | Подъём флага в Вашингтоне, 1860–1865 (англ. Reveille in Washington, 1860–1865) | Маргарет Лич                                                           |
| 1943 | Пол Ревир и мир, в котором он жил (англ. Paul Revere and the World He Lived In) | Эстер Форбс                                                            |
| 1944 | Развитие американской мысли (англ. The Growth of American Thought) | Мерле Курти                                                            |
| 1945 | Незаконченное дело (англ. Unfinished Business) | Стивен Бонсал                                                          |
| 1946 | Эпоха Джексона (англ. The Age of Jackson) | Артур Мейер Шлезингер                                                  |
| 1947 | Учёные против времени (англ. Scientists Against Time) | Джеймс Финни Бакстер III                                               |
| 1948 | Через широкий Миссури (англ. Across the Wide Missouri) | Бернард ДеВото                                                         |
| 1949 | Разрушение американской демократии (англ. The Disruption of American Democracy) | Рой Франклин Николс                                                    |
| 1950 | Искусство и жизнь в Америке (англ. Art and Life in America) | Оливер Уотерман Ларкин                                                 |
| 1951 | Старый Северо-Запад, пионерский период 1815—1840 (англ. The Old Northwest, Pioneer Period 1815–1840 | Р. Карлайл Булей                                                       |
| 1952 | Оторванные от корней (англ. The Uprooted) | Оскар Хандлин                                                          |
| 1953 | Эра хороших чувств (англ. The Era of Good Feelings) | Джордж Дэнджерфилд                                                     |
| 1954 | Безмолвие в Аппоматоксе (англ. A Stillness at Appomattox) | Брюс Кэттон                                                            |
| 1955 | Великая река: Рио Гранде в североамериканской истории (англ. Great River: The Rio Grande in North American History) | Пол Хорган                                                             |
| 1956 | Эпоха реформ (англ. The Age of Reform) | Ричард Хофштадтер                                                      |
| 1957 | Россия выходит из войны: Советско-американские отношения 1917—1920 (англ. Russia Leaves the War: Soviet-American Relations, 1917–1920)                                                                                              | Джордж Фрост Кеннан                                                    |
| 1958 | Банки и политика в Америке (англ. Banks and Politics in America) | Брей Хаммонд                                                           |
| 1959 | Республиканская эра: 1869—1901 (англ. The Republican Era: 1869–1901) | Леонард Уайт, Жан Шнайдер                                              |
| 1960 | В дни МакКинли (англ. In the Days of McKinley) | Маргарет Лич                                                           |
| 1961 | Между войной и миром. Потсдамская конференция (англ. Between War and Peace: The Potsdam Conference) | Герберт Фейс                                                           |
| 1962 | Победоносная империя: грозовые тучи на западе, 1763–1766 (англ. The Triumphant Empire: Thunder-Clouds Gather in the West, 1763–1766)                                                                                                | Лоуренс Х. Гипсон                                                      |
| 1963 | Вашингтон: деревня и столица, 1800–1878 (англ. Washington: Village and Capital, 1800–1878) | Констанс Маклафлин Грин                                                |
| 1964 | Пуританская деревня: формирование города в Новой Англии (англ. Puritan Village: The Formation of a New England Town) | Самнер Чилтон Пауэлл                                                   |
| 1965 | Эра доллара (англ. The Greenback Era: A Social and Political History of American Finance, 1865–1879) | Ирвин Ангер                                                            |
| 1966 | Жизнь разума в Америке (англ. The Life of the Mind in America) | Перри Миллер                                                           |
| 1967 | Исследование и Империя: Исследователь и Учёный на завоевании американского Запада (англ. Exploration and Empire: The Explorer and the Scientist in the Winning of the American West)                                                | Уильям Х. Готцманн                                                     |
| 1968 | Идеологические истоки Американской революции (англ. The Ideological Origins of the American Revolution) | Бернард Бейлин                                                         |
| 1969 | Происхождение пятой поправки (англ. Origins of the Fifth Amendment: The Right Against Self-Incrimination) | Леонард Леви                                                           |
| 1970 | Присутствовал при создании: Мои годы в Государственном департаменте (англ. Present at the Creation: My Years in the State Department)                                                                                               | Дин Ачесон                                                             |
| 1971 | Франклин Рузвельт. Человек и политик (англ. Roosevelt: The Soldier Of Freedom) | Джеймс Макгрегор Бернс                                                 |
| 1972 | Ни чёрное, ни белое (англ. Neither Black nor White: Slavery and Race Relations in Brazil and the United States) | Карл Нойманн Деглер                                                    |
| 1973 | Парадоксальный народ: Рассуждения об истоках американской цивилизации (англ. People of Paradox: An Inquiry Concerning the Origins of American Civilization)                                                                         | Майкл Каммен                                                           |
| 1974 | Американцы: Демократический опыт (англ. The Americans: The Democratic Experience) | Дэниел Джозеф Бурстин                                                  |
| 1975 | Джефферсон и его время (англ. Jefferson and His Time) | Дюма Мэлоун                                                            |
| 1976 | Лами из Санта-Фе (англ. Lamy of Santa Fe) | Пол Хорган                                                             |
| 1977 | Надвигающийся кризис, 1848—1861 (англ. The Impending Crisis, 1848–1861) | Дэвид М. Поттер (книга закончена и отредактирована Доном Ференбахером) |
| 1978 | Видимая рука: управленческая революция в американской истории и истории бизнеса (англ. The Visible Hand: The Managerial Revolution in American Business)                                                                            | Альфред Дюпон Чандлер                                                  |
| 1979 | Дело Дреда Скотта: его значение в американском праве и политике (англ. The Dred Scott Case: Its Significance in American Law and Politics)                                                                                          | Дон Э. Ференбахер                                                      |
| 1980 | Пребывая в шторме так долго (англ. Been in the Storm So Long: The Aftermath of Slavery) | Леон Литвак                                                            |
| 1981 | Американское образование. Национальный опыт: 1783—1876 (англ. American Education: The National Experience, 1783–1876) | Лоуренс А. Кремин                                                      |
| 1982 | Гражданская война Мэри Чеснат (англ. Mary Chesnut's Civil War) | С. Вэнн Вудворд                                                        |
| 1983 | Трансформация Вирджинии, 1740—1790 (англ. The Transformation of Virginia, 1740–1790) | Рис Айзек                                                              |
| 1984 | не вручалась | не вручалась                                                           |
| 1985 | Пророки регулирования (англ. Prophets of Regulation: Charles Francis Adams, Louis D. Brandeis, James M. Landis, Alfred E. Kahn) | Томас К. Макгрэй                                                       |
| 1986 | Небеса и Земля: политическая история космической эры (англ. ...the Heavens and the Earth: A Political History of the Space Age) | Уолтер А. Макдугалл                                                    |
| 1987 | Путешественники на запад: Ход заселения Америки накануне революции (англ. Voyagers to the West: A Passage in the Peopling of America on the Eve of the Revolution)                                                                  | Бернард Бейлин                                                         |
| 1988 | Запуск современной американской науки, 1846–1876 (англ. The Launching of Modern American Science, 1846–1876) | Роберт Брюс                                                            |
| 1989 | Боевой клич свободы. Гражданская война 1861—1865 (англ. Battle Cry of Freedom: The Civil War Era) | Джеймс Макферсон                                                       |
| 1989 | Отделяя воды: Мартин Лютер Кинг и движение за гражданские права 1954–1963 годы (англ. Parting the Waters: America in the King Years, 1954-1963)                                                                                     | Тейлор Брэнч                                                           |
| 1990 | В нашем облике: Американская империя на Филиппинах (англ. In Our Image: America's Empire in the Philippines) | Стэнли Карнов                                                          |
| 1991 | История повитухи: жизнеописание Марты Баллард, основанное на её дневнике, 1785—1812 (англ. A Midwife's Tale) | Лорел Тэтчер Ульрих                                                    |
| 1992 | Судьба Свободы: Авраам Линкольн и гражданские свободы (англ. The Fate of Liberty: Abraham Lincoln and Civil Liberties) | Марк Э. Нили                                                           |
| 1993 | Радикализм в Американской революции (англ. The Radicalism of the American Revolution) | Гордон С. Вуд                                                          |
| 1994 | не вручалась | не вручалась                                                           |
| 1995 | Нет обычного времени: Франклин и Элеонора Рузвельт: тыл во Второй мировой войне (англ. No Ordinary Time: Franklin and Eleanor Roosevelt: The Home Front in World War II)                                                            | Дорис Кернс Гудвин                                                     |
| 1996 | Город Уильяма Купера: власть и убеждение на границе ранней американской республики (англ. William Cooper's Town: Power and Persuasion on the Frontier of the Early American Republic)                                               | Алан Тейлор                                                            |
| 1997 | Оригинальные замыслы: политика и идеи в создании конституции (англ. Original Meanings: Politics and Ideas in the Making of the Constitution)                                                                                        | Джек Н. Раков                                                          |
| 1998 | Лето для богов: суд над Скоупсом и продолжение споров о науке и религии в США (англ. Summer for the Gods: The Scopes Trial and America's Continuing Debate Over Science and Religion)                                               | Эдвард Джон Ларсон                                                     |
| 1999 | Готэм: история Нью-Йорка до 1898 года (англ. Gotham: A History of New York City to 1898) | Эдвин Г. Берроуз Майк Уоллес                                           |
| 2000 | Свобода от страха. Американский народ в годы Депрессии и Войны, 1929—1945 годы | Дэвид Кеннеди                                                          |
| 2001 | Братья-основатели: Революционное поколение (англ. Founding Brothers: The Revolutionary Generation) | Джозеф Эллис                                                           |
| 2002 | Метафизический клуб: История идей в Америке (англ. The Metaphysical Club: A Story of Ideas in America) | Луис Менанд                                                            |
| 2003 | Армия на заре: война в Северной Африке, 1942—1943 (англ. An Army at Dawn: The War in North Africa, 1942–1943) | Рик Аткинсон                                                           |
| 2004 | Нация под нашими ногами: Политическая борьба чернокожих американцев в южных штатах от рабства до Великой миграции (англ. A Nation Under Our Feet: Black Political Struggles in the Rural South from Slavery to the Great Migration) | Стивен Хаан                                                            |
| 2005 | Пересечение Вашингтона (англ. Washington's Crossing) | Дэвид Фишер                                                            |
| 2006 | Полио. Американская история (англ. Polio: An American Story) | Дэвид Ошински                                                          |
| 2007 | Расовая тема: пресса, борьба за права человека и пробуждение страны (англ. The Race Beat: The Press, the Civil Rights Struggle, and the Awakening of a Nation)                                                                      | Джин Робертс и Хэнк Клибанофф                                          |
| 2008 | Что сотворил Бог: трансформация Америки, 1815–1848 (англ. What Hath God Wrought: The Transformation of America, 1815–1848) | Даниэль Уолкер Хау                                                     |

| Год  | Название | Автор                      | Комментарий |
| ---- | --- | -------------------------- | --- |
| 2009 | Хемингсы из Монтичелло: Американская семья (англ. The Hemingses of Monticello: An American Family)                                                                                                  | Аннетт Гордон-Рид          | Тщательное исследование нескольких поколений семьи рабов, которое проливает новый неожиданный свет на отношения между Салли Хемингс и её хозяином Томасом Джефферсоном.                                                                                                  |
| 2010 | Повелители финансов. Банкиры, перевернувшие мир (англ. Lords of Finance: The Bankers Who Broke the World)                                                                                           | Лиакат Ахамед              | Захватывающий материал о том, как четыре влиятельных банкира сыграли решающую роль в стимулировании Великой депрессии и в итоге превратили Соединённые Штаты в мирового финансового лидера.                                                                              |
| 2011 | Испытание огнём: Авраам Линкольн и американское рабство (англ. The Fiery Trial: Abraham Lincoln and American Slavery)                                                                               | Эрик Фонер                 | Хорошо структурированный анализ изменяющихся взглядов Линкольна на рабство, раскрывающий неожиданные повороты и добавляющий новое чувство нереальности в знакомую историю.                                                                                               |
| 2012 | Малькольм Икс (англ. Malcolm X: A Life of Reinvention) | Мэннинг Мэрэбл (посмертно) | Исследование легендарного жизненного пути и провокационных взглядов одного из самых значительных афроамериканцев в истории США. Работа, которая отделяет факты от вымысла и сочетает героическое с трагическим.                                                          |
| 2013 | Угли войны: Америка во Вьетнаме (англ. Embers of War: The Fall of an Empire and the Making of America’s Vietnam)                                                                                    | Фредрик Логеваль           | Сбалансированная, глубоко исследованная история, как вслед за пошатнувшимся французским колониальным правлением, череда американских лидеров шаг за шагом продвигалась по пути к полномасштабной войне.                                                                  |
| 2014 | Внутренний враг: Рабство и война в Вирджинии, 1772—1832 (англ. The Internal Enemy: Slavery and War in Virginia, 1772-1832)                                                                          | Алан Тейлор                | Тщательный и проницательный отчёт о том, почему сбежавших рабов в колониальную эпоху привлекали на сторону Британской империи как потенциальных освободителей. |
| 2015 | Встречи в сердце мира. История манданского народа (англ. Encounters at the Heart of the World: A History of the Mandan People)                                                                      | Элизабет А. Фенн           | Захватывающее, оригинальное повествование, представляющее манданов, индейское племя в Северной Дакоте, как народ с историей. |
| 2016 | Испытания Кастера: жизнь на переднем рубеже новой Америки (англ. Custer's Trials: A Life on the Frontier of a New America)                                                                          | Т. Дж. Стайлз              | За полный и удивительно свежий рассказ о путешествии культового американского солдата, смерть которого, как оказалось, не была главным знаменательным моментом в его жизни. (Перемещено Советом из категории «За биографию»)                                             |
| 2017 | Кровь в воде: Восстание в тюрьме Аттика в 1971 году и его наследие (англ. Blood in the Water: The Attica Prison Uprising of 1971 and Its Legacy)                                                    | Хетер Энн Томпсон          | За нарративную историю, которая задаёт высокие стандарты упорства и учёного суждения в поисках правды о бунтах в «Аттике» в 1971 году. |
| 2018 | Залив: создание американского моря (англ. The Gulf: The Making of an American Sea) | Джек Э. Дэвис              | Важная история экологической тематики о Мексиканском заливе, которая привлекает особое внимание к десятому по величине водоёму Земли, одной из самых разнообразных и населённой морских экосистем планеты.                                                               |
| 2019 | Фредерик Дуглас: пророк свободы (англ. Frederick Douglass: Prophet of Freedom) | Дэвид В. Блайт             | Захватывающая история, которая демонстрирует масштаб влияния Фредерика Дугласа через глубокое исследование его работ, интеллектуального развития и личных отношений. |
| 2020 | Сладкий вкус свободы: истинная история рабства и реституции в США (англ. Sweet Taste of Liberty: A True Story of Slavery and Restitution in America)                                                | Калеб Макдэниел            | Мастерски проработанное размышление о репатриации, основанное на показательной истории женщины XIX века, которая перенесла похищение и повторное порабощение, чтобы подать в суд на своего похитителя.                                                                   |
| 2021 | Франшиза: Золотые арки в Черной Америке (англ. Franchise: The Golden Arches in Black America) | Марсия Шателен             | Подробный рассказ о сложной роли, которую индустрия фаст-фуда играет в афроамериканских сообществах, портрет расы и капитализма, который мастерски иллюстрирует, как борьба за гражданские права переплетается с судьбой чернокожего бизнеса.                            |
| 2022 | Под покровом ночи: история убийства и правосудия коренных народов в ранней Америке (англ. Covered with Night: A Story of Murder and Indigenous Justice in Early America)                            | Николь Юстас               | Захватывающий рассказ о правосудии коренных народов в ранней Америке и о том, как последствия убийства поселенцем коренного американца привели к заключению старейшего постоянно признаваемого договора в Соединенных Штатах.                                            |
| 2022 | Куба: Американская история (англ. Cuba: An American History) | Ада Феррер                 | Оригинальная и захватывающая история острова, охватывающая пять столетий, который стал предметом навязчивой идеи для многих президентов и политиков, изменив наше отношение к США в Латинской Америке и к Кубе в американском обществе.                                  |
| 2023 | Господство свободы: сага о белом сопротивлении федеральной власти (англ. Freedom's Dominion: A Saga of White Resistance to Federal Power)                                                           | Джефферсон Коуи            | Резонансный рассказ об округе Алабама в XIX и XX веках, сформированном поселенческим колониализмом и рабством, портрет, иллюстрирующий эволюцию концепции превосходства белой расы, демонстрирующий тесные связи между антиправительственными и расистскими идеологиями. |
| 2024 | Нет права на честную жизнь: борьба чернокожих рабочих Бостона в эпоху Гражданской войны (англ. No Right to an Honest Living: The Struggles of Boston’s Black Workers in the Civil War Era)          | Жаклин Джонс               | Потрясающе оригинальная реконструкция свободной жизни чернокожих в Бостоне, которая кардинально меняет наше понимание аболиционистского наследия города и сложной реальности для его чернокожих жителей.                                                                 |
| 2025 | Коренные народы: тысячелетие в Северной Америке (англ. Native Nations: A Millennium in North America)                                                                                               | Кэтлин Дюваль              | Панорамный портрет народов и общин коренных американцев на протяжении тысячи лет, яркий и доступный рассказ об их выносливости, изобретательности и достижениях перед лицом конфликтов и лишений.                                                                        |
| 2025 | Комби: Гарриет Табмен, рейд на реку Комбахи и движение за свободу черных во время Гражданской войны (англ. Combee: Harriet Tubman, the Combahee River Raid, and Black Freedom during the Civil War) | Эдда Л. Филдс-Блэк         | Богато структурированный и откровенный рассказ о восстании рабов, в результате которого за один день 756 порабощенных людей обрели свободу, переплетающий военную стратегию и семейную историю с переходом от рабства к свободе.                                         |